# 1861 in Zwitserland
Dit artikel beschrijft het verloop van 1861 in Zwitserland.

## Ambtsbekleders
De Bondsraad was in 1861 samengesteld als volgt:
| Naam | Naam                         | Partij    | Kanton       | Functie                                                                   |
| ---- | ---------------------------- | --------- | ------------ | ------------------------------------------------------------------------- |
|      | Melchior Josef Martin Knüsel | radicalen | Luzern       | Bondspresident in 1861, hoofd van het Departement van Politieke Zaken     |
|      | Jakob Stämpfli               | radicalen | Bern         | Vicebondspresident in 1861; hoofd van het Departement van Militaire Zaken |
|      | Constant Fornerod            | radicalen | Vaud         | Hoofd van het hoofd van het Departement van Financiën                     |
|      | Friedrich Frey-Herosé        | radicalen | Aargau       | Hoofd van het Departement van Handel en Douane                            |
|      | Jonas Furrer                 | radicalen | Zürich       | Hoofd van het Departement van Justitie en Politie (tot 25 juli 1861)      |
|      | Wilhelm Matthias Naeff       | radicalen | Sankt Gallen | Hoofd van het Departement van Posterijen                                  |
|      | Giovanni Battista Pioda      | radicalen | Ticino       | Hoofd van het Departement van Binnenlandse Zaken                          |
|      | Jakob Dubs                   | radicalen | Zürich       | Hoofd van het Departement van Justitie en Politie (tot 30 juli 1861)      |

De Bondsvergadering werd voorgezeten door:
| Naam | Naam             | Partij                    | Kanton   | Functie                                              |
| ---- | ---------------- | ------------------------- | -------- | ---------------------------------------------------- |
|      | Karl Karrer      | gematigde liberalen       | Bern     | Voorzitter van de Nationale Raad (vanaf 1 juli 1861) |
|      | Nicolaus Hermann | conservatieve katholieken | Obwalden | Voorzitter van de Kantonsraad (vanaf 1 juli 1861)    |

## Gebeurtenissen

Schilderij van Jakob Suter uit 1861.

### Januari
- 2 januari: In Sion (kanton Wallis) verschijnt de eerste uitgave van de krant Le Confédéré du Valais, die later Le Confédéré zou gaan heten.

### April
- 17 april: In Lausanne (kanton Vaud) richt men het muziekinstituut op, het latere conservatorium van Lausanne.

### Mei
- 10 mei: In Glarus (kanton Glarus) breekt een zware brand uit, die door de wind wordt aangewakkerd en zich over de stad verspreid. Ongeveer 600 gebouwen worden vernield, hetgeen twee derde van de stad uitmaakt.

### Juli
- 1 juli: Met Nicolaus Hermann wordt de Kantonsraad voor het eerst voorgezeten door een politicus van de conservatieve katholieken. De gematigde liberaal Karl Karrer wordt dan weer voorzitter van de Nationale Raad.
- 25 juli: In Bad Ragaz (kanton Sankt Gallen) overlijdt zittend Bondsraadslid Jonas Furrer. Hij is het eerste zittende Bondsraadslid dat in functie overlijdt buiten de stad Bern.
- 30 juli: Bij de Bondsraadsverkiezingen van 1861 wordt Jakob Dubs uit het kanton Zürich verkozen als opvolger van de op 25 juli overleden Jonas Furrer. Dubs neemt het Departement van Justitie en Politie over van zijn overleden voorganger.

### Augustus
- 10 augustus: In Solothurn (kanton Solothurn) gaan de federale gymnastiekfeesten van start.

## Geboren
- 15 februari: Charles-Édouard Guillaume, natuurkundige en Nobelprijswinnaar (overl. 1938)
- 9 april: Anna Mackenroth, Pruisisch-Zwitserse juriste en eerste Zwitserse advocate (overl. 1936)
- 6 mei: Maria Paula Beck, onderwijzeres, maatschappelijk werkster en kloosterzuster (overl. 1908)
- 24 mei: Armand Contat, glasblazer (overl. 1938)
- 21 september: Marius Borgeaud, kunstschilder (overl. 1924)
- 28 september: Alice de Chambrier, schrijfster (overl. 1882)
- 28 november: Verena Conzett, syndicaliste, onderneemster en feministe (overl. 1947)
- 9 december: Hélène Smith, Franse helderziende (overl. 1920)

## Overleden
- 16 januari: Jean-Pierre Maunoir, chirurg (geb. 1768)
- 5 mei: Alphonse Guillebert, journalist (geb. 1792)
- 20 mei: Erhard Borel, industrieel en politicus (geb. 1793)
- 25 juli: Jonas Furrer, zittend lid van de Bondsraad (geb. 1805)
- 11 augustus: Louis Wenger, politicus (geb. 1809)
- 20 november: Louis Albert Necker, kristallograaf (geb. 1786)
- 4 december: Alexandre Corbière, notaris, bankier en politicus (geb. 1804)

1848
· 1849
· 1850
· 1851
· 1852
· 1853
· 1854
· 1855
· 1856
· 1857
· 1858
· 1859
· 1860
· 1861
· 1862
· 1863
· 1864
· 1865
· 1866
· 1867
· 1868
· 1869
· 1870
· 1871
· 1872
· 1873
· 1874
· 1875
· 1876
· 1877
· 1878
· 1879
· 1880
· 1881
· 1882
· 1883
· 1884
· 1885
· 1886
· 1887
· 1888
· 1889
· 1890
· 1891
· 1892
· 1893
· 1894
· 1895
· 1896
· 1897
· 1898
· 1899
· 1900
· 1901
· 1902
· 1903
· 1904
· 1905
· 1906
· 1907
· 1908
· 1909
· 1910
· 1911
· 1912
· 1913
· 1914
· 1915
· 1916
· 1917
· 1918
· 1919
· 1920
· 1921
· 1922
· 1923
· 1924
· 1925
· 1926
· 1927
· 1928
· 1929
· 1930
· 1931
· 1932
· 1933
· 1934
· 1935
· 1936
· 1937
· 1938
· 1939
· 1940
· 1941
· 1942
· 1943
· 1944
· 1945
· 1946
· 1947
· 1948
· 1949
· 1950
· 1951
· 1952
· 1953
· 1954
· 1955
· 1956
· 1957
· 1958
· 1959
· 1960
· 1961
· 1962
· 1963
· 1964
· 1965
· 1966
· 1967
· 1968
· 1969
· 1970
· 1971
· 1972
· 1973
· 1974
· 1975
· 1976
· 1977
· 1978
· 1979
· 1980
· 1981
· 1982
· 1983
· 1984
· 1985
· 1986
· 1987
· 1988
· 1989
· 1990
· 1991
· 1992
· 1993
· 1994
· 1995
· 1996
· 1997
· 1998
· 1999
· 2000
· 2001
· 2002
· 2003
· 2004
· 2005
· 2006
· 2007
· 2008
· 2009
· 2010
· 2011
· 2012
· 2013
· 2014
· 2015
· 2016
· 2017
· 2018
· 2019
· 2020
· 2021
· 2022
· 2023